# Роберт Вільям Камбербетч
Роберт Вільям Камбербетч (1821—1876) — британський дипломат. Британський віце-консул у Бердянську.

## Життєпис
Народився в 1821 року в місті Танбрідж Уеллс, Кент, що за кілька десятків миль від Лондона. 3 жовтня 1843 р. Роберт Вільям Камбербетч одружився першим шлюбом з Еллен Ллойд.
1 червня 1845 р. був призначений секретарем при британському генеральному консулі в Константинополі. У 1853 р. у Константинополі Роберт Камбербетч взяв другий шлюб із Луїзою Грейс Генсон. Секретарем при британському генеральному консулі в Константинополі Роберт залишався до 24 травня 1855 р.
З 25 травня 1855 р. впродовж року він був виконувачем обов'язків другого віце-консула в Константинополі.
У травні 1856 р. був призначений третім віце-консулом британського консульства, перебуваючи на цій посаді до вересня 1857 р.
12 січня 1858 р. Роберт Камбербетч був призначений королевою Вікторією на посаду британського консула у Бердянську.
25 квітня 1864 р. був переведений з Бердянська на нове місце служби, до Османської імперії, в місто Смірна, де він зайняв посаду консула.
У статусі британського консула у Смирні Роберт Вільям Камбербетч 24 травня 1865 р. першим підписав звернення до уряду США британських підданих, які мешкали у Смирні, з приводу вбивства президента Авраама Лінкольна.
Будучи консулом у Смирні, Камбербетч, на відміну від представників низки інших держав, не поєднував консульську роботу з торгівлею.
У Смирні консул Камбербетч мав приватний фонд для допомоги вдовам і калікам, активно залучав приватні пожертви для боротьби з епідемією холери.
29 березня 1876 р. Роберт Вільям Камбербетч помер у Смірна.

## Сім'я
- Батько — Абрахам Перрі Камбербетч.
- Мати — Керолайн Чалонер, із Гізборо, Йорк.
- Перша дружина — Еллен Ллойд, донька Едмунда Ллойда.
- Друга дружина — Луїзою Грейс Генсон (1831)
- Діти — Вільям Ернест (1854—1855), Роберт Карлтон (1855—1868), Констанс Луїза (1857—1920), Генрі Арнольд Камбербетч (1858-1918), Артур Герберт (1860—1921), Едіт Катрін (1863—1867), Георг Чарльз (1865—1866), Гертруда Евелін (1866—1924), Аліса Мод (1868—1869), Кирил Джеймс (1873—1944)

## Знамениті нащадки
У 1853 році Роберт Вільям Камбербетч, одружився з Луїзою Грейс Генсон, від шлюбу з якою у них народилося десятеро дітей, зокрема в Бердянську народився Генрі Арнольд Камбербетч, який став британським дипломатом, кавалером британського лицарського ордена Святого Михайла і святого Георгія. У нього і його дружини Елен Гертруди Рис народилися дві дочки і три сини, в тому числі і Генрі Карлтон Камбербетч, який згодом прославився як морський офіцер, командир підводного човна королівського військово-морського флоту. Син Генрі Карлтона Камбербетч актор Тімоті Карлтон Камбербетч є батьком знаменитого сучасного британського актора Бенедикта Тімоті Карлтона Камбербетч.